# 福夢FUMON
福夢（FUMON），目前成員二位由主唱李浩瑋（Howard Lee）、鼓手陳王晧（Sunsays）二人組成，樂團曲風穿插著搖滾、金屬、電子等不同的元素。懷抱『成為祝福的夢想』這樣帥氣又溫柔的想法，更換團名為福夢FUMON（樂團原名FORMOZA）重新出發，期望創作的音樂是一份祝福，走入每一顆悲傷的心。當感到迷茫、陷入絕望、擁有夢想或渴望實現時，他們的音樂會是陪伴從黑暗走向光之所在的力量。
福夢在青少年時期都曾有過不被理解的共同經歷。當時，他們既叛逆且迷惘。在絕望的時刻，都在搖滾裡獲得理解並被拯救。而現在，福夢想把這樣精神傳遞下去，期許自己能成為理解所有破碎之心的搖滾，如同當初拯救他們的那道光。

## 樂團發展

### 成長
2018年11月在街聲、YouTube發布了〈Meaning〉這首單曲，並在街聲上獲得了四周冠軍的成就。
FORMOZA曾兩度報名台大音樂節，但卻沒被選上，落選時正值〈Meaning〉蟬聯四周冠軍，但不只台大音樂節，FORMOZA在其他比賽時常因為演出風格和曲風不被評審所接受，但他們並沒有被這些打擊擊倒，而是將其轉化為助力將更多心力專注在作品上。

### 專輯、EP
2020年，樂團發行首張專輯《超嬰格式化》，2024年，推出第一張EP《Sad melody》，2024年，發行第二張專輯《苦難裡的祝福》。

### 《超嬰格式化》專輯概念
把自己身上所有負面情緒和所有的事情，在心裡把他「格式化」讓這些東西沉澱後，讓我們可以有了一個全新的自己，可以往下走，所有當我們「格式化」自己之後，我們就成為新生的「超級嬰兒」，「超級嬰兒」是超越過去的我們的一個存在。

### 改名
2024年上半年，隨著團員蔣希謙（Johnpiz）因個人規劃離團，開始醞釀將原名FORMOZA改名成福夢FUMON。

## 音樂作品

#### 正規專輯
| #   | 專輯資料                                                                               | 曲目 |
| 1st | 《超嬰格式化》 - 數位專輯：2020年10月15日 - 發行公司：滾石唱片 - 語言類型：華語、英語  | 1. 腦聲 2. 辣感染 3. 世界現狀 4. MAZE 5. 艾河 6. 愛 7. Face it 8. Prophecy 9. Drown with me 10. Final track |
| 2nd | 《苦難裡的祝福》 - 數位專輯：2024年9月13日 - 發行公司：滾石唱片 - 語言類型：華語、英語 | 1. -suffering- 2. 闇 3. Sad melody 4. Bleeding 5. 不重要的結果 6. repeating(feat.王謙Goatak) 7. 自由靈魂 8. -overload- 9. IT WAS LIKE 10. 3MPTY(feat.CVLTE) 11. 反正我願意(feat.Marz23) 12. -sigh- 13. 我活著 14. 破碎的薔薇 15. Bleeding 16. 如果如果有一天 |

#### EP
| #   | 專輯資料                                                                             | 曲目                                                        |
| 1st | 《Sad melody》 - 數位專輯：2024年5月10日 - 發行公司：滾石唱片 - 語言類型：華語、英語 | 1. Sad melody 2. 不重要的結果 3. Bleeding 4. 闇 5. 自由靈魂 |

#### 單曲
- 2018年〈Meaning〉
- 2018年〈Everdream〉
- 2020年〈超級嬰兒〉
- 2022年〈IT WAS LIKE〉

#### 合作單曲
- 2024年〈反正我願意〉Feat. Marz23
- 2024年〈Repeating〉Feat. 王謙Goatak

## 獎項紀錄
| 年份 | 屆次             | 參與 | 獎項           | 入圍作品       | 結果 |
| ---- | ---------------- | ---- | -------------- | -------------- | ---- |
| 2021 | 第12屆金音創作獎 | 樂團 | 最佳新人獎     | 《超嬰格式化》 | 提名 |
| 2021 | 第12屆金音創作獎 | 樂團 | 最佳樂團獎     | 《超嬰格式化》 | 提名 |
| 2021 | 第12屆金音創作獎 | 樂團 | 最佳搖滾專輯獎 | 《超嬰格式化》 | 提名 |

## 外部連結
- 福夢的spotify
- 福夢的Instagram
- 福夢的streetvoice街聲 （页面存档备份，存于）